# Ocaña (Spagna)
Ocaña è un comune spagnolo di 10.795 abitanti situato nella comunità autonoma di Castiglia-La Mancia.

## Monumenti e luoghi d'interesse
Tra le principali attrazioni si segnalano quelle inserite tra i beni di interesse turistico nazionale o dichiarate Monumento Nazionale:
- Plaza Mayor, del XVIII secolo
- Fuente Grande, del XVI secolo
- Palacio de Don Gutierre de Cárdenas, del XVI secolo
- Torre y arco de la iglesia de San Martín, XV-XVI secolo